# 二人台
二人台，又名二人班、打玩意儿，是中国地方戏曲剧种之一，中国国家级非物质文化遗产之一。因使用晋语表演，其流行地区主要是山西省、河套地区及其周边晋语使用地区。

## 历史
二人台起源于山西，成长于内蒙古，流行于山西北部、内蒙古西部、陕西北部、河北张家口地区等四省区，在宁夏部分地区也有表演。
清朝后期，山西北部的农民为了逃荒西出塞外，远赴内蒙古中西部乃至更遥远的地区垦荒、挖煤、拉骆驼、做小生意。这种行为被称为“走西口”。这些人把山西的秧歌、高跷、旱船、道情、打坐腔、转火龙等民间艺术形式带到塞外，加上内蒙古民歌的音乐和戏剧的化妆，形成了二人台这个艺术形式。也有说法认为二人台源自宋代初年的“舞鞭”，源自清康熙年间流入张家口地区的垦荒移民带来的民歌，或者明朝末年就已经形成于内蒙古土默川地区。
民国初年，蒙古族民间艺人荣双羊改变“丝弦坐腔”形式，开始分角色化妆演唱，把二人台艺术带进了河套地区。1931年后，计子玉、樊六的二人台小班在河套地区表演。1949年中华人民共和国成立前，巴彦淖尔盟地区共有二人台职业小班20至30个。
和源于山西忻州市河曲县流行于呼和浩特以西的“西路二人台”交相辉映的是源于河北张家口地区尚义县，以康保县、张北县等地为流传中心的“东路二人台”，又称“坝上二人台”、“张家口二人台”、“河北二人台”。东路二人台唱念用张家口及坝上地区方言，平声不分阴阳，有入声字，这是与西路二人台的重要区别。

## 艺术特点
二人台故名思意，就是两个人一台戏，表演以两个人说唱为主，有一生一旦、一丑一旦、两小旦等，但都是两个人出场。内容多为喜剧。
二人台使用的语言是晋语。有些戏如《什可拉奔花》、《海莲花》等采用蒙汉两种语言演唱。
二人台服装和化妆仿效晋剧，道具包括长绸、扇子、手帕、霸王鞭等。二人台伴奏乐器有笛子、扬琴、四胡、“四块瓦”（两对竹板）等。

## 现状
二人台和众多民间艺术形式一样，在当代日益失去影响力。内蒙古、山西、陕西、河北当地的政府试图对二人台进行扶植。
2004年5月四省联合举办了“二人台”大赛。同年四省拍摄了12集大型电视文化纪实片《魂牵梦绕二人台》。

## 传统曲目
二人台的传统曲目中有不少以“打”字开头的曲目，故而得名“打玩意儿”。二人台的传统剧目有200多个。
- 《走西口》
- 《打金钱》
- 《打樱桃》
- 《打后套》
- 《五哥放羊》
- 《珍珠倒卷帘》
- 《打连城》

1949年之后，有大量新曲目出现，但传统曲目仍然占据主要市场。